# Koreai Államvasutak
A Koreai Államvasutak (hangul: 조선민주주의인민공화국 철도성, Csoszon Mindzsudzsui Inmin Konghvaguk Csholdoszong, handzsa: 朝鮮民主主義人民共和國 鐵道省, RR: Joseon Minjuju-ui Inmin Gonghwaguk Cheoldoseong) Észak-Korea egyetlen, állami kézben levő vasúttársasága. Elnöke 2008 óta Cson Gilszu (Jon Kil Su).

## Fordítás
- Ez a szócikk részben vagy egészben  a   Korean State Railways című angol Wikipédia-szócikk fordításán alapul.  Az eredeti cikk szerkesztőit annak laptörténete sorolja fel. Ez a jelzés csupán a megfogalmazás eredetét és a szerzői jogokat jelzi, nem szolgál a cikkben szereplő információk forrásmegjelöléseként.